# 金寛鎮
金 寛鎮（キム・グァンジン、朝鮮語: 김관진、1949年8月27日 - ）は、大韓民国の元軍人。元国防部長官（第43代）、元国家安全保障室長。陸軍において野戦部隊や戦略部署などを渡り歩き、野戦戦略通であるとされる。
本貫は慶州金氏。

## 学歴
- 1967年 - ソウル高等学校卒業
- 1972年 - 韓国陸軍士官学校卒業（第28期）

## 軍歴
- 1983年4月 - 第15師団第50連隊第2大隊長
- 1990年9月 - 第26機械化歩兵旅団長
- 1992年3月 - 統合参謀本部軍事戦略課長
- 1993年12月 - 大統領室に派遣される
- 1996年1月 - 教育司戦闘開発部次長
- 1996年11月 - 陸軍本部陸軍参謀総長秘書室長
- 1998年4月 - 陸軍本部戦略企画所長
- 1999年4月 - 第35師団長
- 2000年10月 - 陸軍本部企画管理参謀部長
- 2002年10月 - 陸軍第2軍団長
- 2004年5月 - 合同参謀本部作戦本部長
- 2005年4月 - 第3軍司令官
- 2006年11月 - 合同参謀議長（第33代、～2008年3月）

## 国防部長官
2010年3月26日に発生した海軍の浦項級コルベット・天安の沈没事件を受け、当時国防部長官であった金泰栄は辞意を表明したが、その後も職に留まり残務処理を行っていた。しかし、同年11月23日には延坪島砲撃事件が発生し、軍人・民間人に死傷者が出る事態となった。この際、韓国軍側の対応に問題があったとして、金泰栄は11月25日付で李明博大統領に辞表を提出。一時は李熙元大統領室安保特別補佐官が後継に決まったと報じられたが、すぐに金寛鎮の長官内定が報じられた。国会承認に向けた人事聴聞会では北朝鮮が再度砲撃を行えば空爆も辞さないと発言するなど、強硬姿勢を鮮明にした。同年12月4日に正式就任し、その日のうちに延坪島を訪問した。
朴槿恵政権への政権交代後は、長官職を退任し、地方に戻ってしばらく休養をとるつもりで公館整理を進めていた。朴槿恵大統領が指名していた次期国防部長官候補である金秉寛退役陸軍大将の身辺で次々と疑惑やスキャンダルが報じられ、同大将が指名辞退に追い込まれたことから、請われてそのまま留任することとなった。この辞退・留任劇の背景には、陸軍士官学校28期の同期である金章洙（国家安全保障室長、元陸軍参謀総長・元国防部長官）と金寛鎮、朴興烈（青瓦台警護室長、元陸軍参謀総長）の3人と、金秉寛の間のわだかまりがあると指摘する報道もあった。大統領が交代した際に国防部長官が留任するのは史上初めてのことである。

## 国家安全保障室長
2014年6月29日に国防長官を退任し、国家安全保障室長に就任した。
2014年10月4日、柳吉在（リュ・ギルジェ）統一相と共に、2014年アジア競技大会閉会式にあわせて訪韓した北朝鮮の最高幹部3名（朝鮮人民軍総政治局長の黄炳瑞、朝鮮労働党統一戦線部長の金養建、国家体育委員長の崔竜海）と会談し、今後の南北高官協議の開催に同意した。
2015年8月4日に発生した、軍事境界線の非武装中立地帯（DMZ）に仕掛けられていた地雷の爆発で韓国軍兵士2名が足を切断する重傷を負った事件を受けて、8月10日に韓国政府は北朝鮮による仕業と発表、報復措置として北朝鮮に向けた大型拡声器で金正恩体制を批判する政治宣伝放送を始めた。これに北朝鮮側が反発し、8月22日17時30分までに放送をやめなければ軍事的報復措置を採るとして「準戦時体制」への移行を宣言し、南北間の緊張が高まっていた。これを受けて同22日夜から25日未明にかけて、韓国側から金寛鎮と洪容杓（ホン・ヨンピョ）統一相、北朝鮮側からは黄炳瑞と金養建が出席して板門店で会談を行い、北朝鮮が地雷事件に遺憾を表明することを交換条件に韓国が放送を中止することなどに合意した。韓国側から国家安全保障室長の金寛鎮と統一相、北朝鮮側から黄炳瑞と金養建という顔ぶれは、2014年10月の会談と同一であり、南北の交渉窓口としては最高位のものであった。
2017年5月、文在寅政権の誕生により退任した。

## 疑惑
2017年11月、ソウル中央地検により軍刑法違反（政治工作）の容疑で逮捕された。国防相時代に軍サイバー司令部にインターネット上で李明博政権を擁護し革新系野党を非難するコメントを組織的に書き込ませて世論工作をした容疑の他にも、司令部要員の採用の際に革新系勢力が強い全羅道出身者を排除した職権乱用の疑いも持たれている。これに対して金は北朝鮮による対韓世論工作へ対応した通常の作戦であったとして容疑を否認しているほか、李明博からの指示であったことも供述しているという。ソウル中央裁判所は同月中に「犯罪が成立するかどうかに対する争いの余地がある」として釈放を決めた。

## 家族
- キム・ヨンス夫人と、3人の娘がいる[3]。